# Lurocalis rufiventris
Lurocalis rufiventris là một loài chim trong họ Caprimulgidae.